# Spiezer Verbindungsbahn

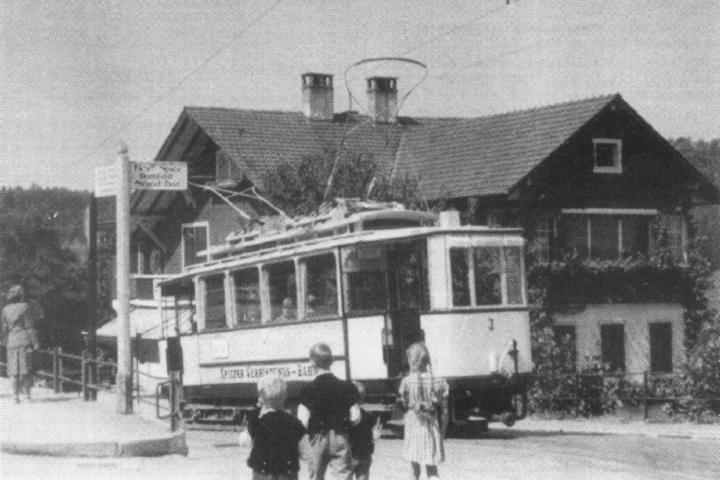
Der Motorwagen Ce 4/4 Nummer 3

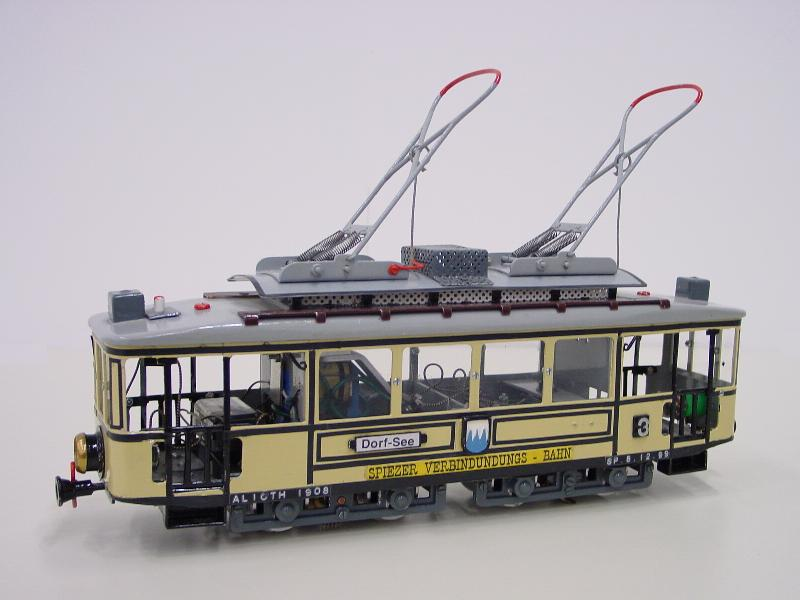
Modell des Ce 4/4 Nummer 3

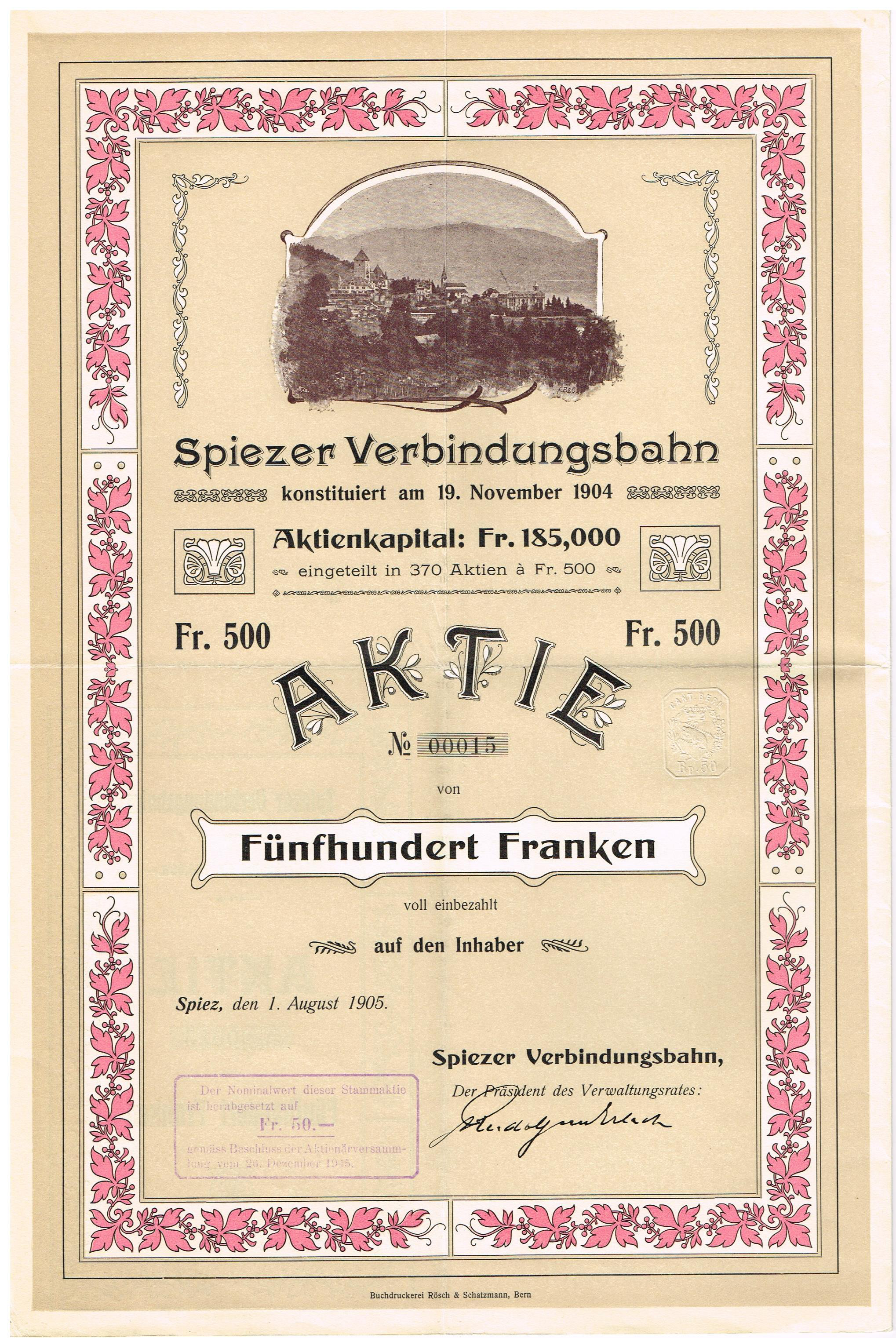
Aktie über 500 Franken der Spiezer Verbindungsbahn vom 1. August 1905

Die Spiezer Verbindungsbahn (SV) war eine 1,251 Kilometer lange elektrische Strassenbahn in der Schweiz. Sie wurde am 2. August 1905 eröffnet und verband 34- bis 41-mal täglich den Bahnhof Spiez der BLS mit dem Schiffsanleger am linken Ufer des Thunersees. Dort war die Ablegestelle der BLS-Schiffe, die Gesellschaft erwarb 1913 schliesslich auch die Aktienmehrheit der Strassenbahn.
Die mit 8,7 Prozent Maximalsteigung relativ steile Strecke war eingleisig, in Meterspur angelegt und folgte auf Rillenschienen der Strasse. Der kleinste Radius betrug 30 Meter. Die SVB besass vier Motorwagen die mit 550 Volt Gleichstrom angetrieben wurden. Der Betrieb wurde am 25. September 1960 eingestellt, Gleise und Oberleitung 1961 abgebrochen. Als Ersatz verkehren seitdem Autobusse.
Um Verwechslungen mit den Städtischen Verkehrsbetrieben Bern (SVB) auszuschliessen, verordnete das heutige Bundesamt für Verkehr (BAV) der Spiezer Verbindungsbahn in späteren Jahren die amtliche Abkürzung SV. Diese wurde aber nur vereinzelt angewandt.

## Fahrzeuge
| Art                    | Typ    | Nummern | Baujahr | Einsatzjahre | Hersteller       |
| ---------------------- | ------ | ------- | ------- | ------------ | ---------------- |
| Motorwagen, zweiachsig | Ce 2/2 | 1–2     | 1904    | 1904–1963    | Rastatt / Alioth |
| Motorwagen, vierachsig | Ce 4/4 | 3       | 1908    | 1908–1963    | Rastatt / Alioth |
| Sommerwagen            | C2     | 11      | 1908    | 1908–1963    | Rastatt          |
| Offener Güterwagen     | F2 a   | 21      | 1906    | 1906–1963    | Rastatt          |